# François Zourabichvili
François Zourabichvili (Poitiers, 28 agosto 1965 – Parigi, 19 aprile 2006) è stato un filosofo francese, nonché studioso dell'opera di Deleuze e di Spinoza.

## Biografia
François Zourabichvili era figlio del compositore Nicolas Zourabichvili, nipote di Hélène Carrère d'Encausse e cugino di Emmanuel Carrère. Fu professore di liceo dal 1988 al 2001, in seguito maître de conférences presso l'Université Paul Valéry di Montpellier, e direttore di programma del Collège international de philosophie dal 1998 al 2004. Morì suicida a Parigi nel 2006.
Nel 2007, il Collège international de philosophie e l'École normale supérieure hanno organizzato un convegno su Les physiques de la pensée selon François Zourabichvili a cura di Bruno Clément e Frédéric Worms riunendo gli studiosi Pierre Macherey, Pierre-François Moreau, Pierre Zaoui, Paola Marrati, Paul Patton, Paolo Godani e Marie-France Badie.

## Campi d'interesse
François Zourabchvili studiò i concetti di evento e di letteralità con particolare riguardo per la filosofia di Gilles Deleuze, di cui fu uno dei più attenti interpreti. Nel dominio dell'estetica, indagò il rapporto tra arte e gioco in Hans-Georg Gadamer. Rivolse la sua attenzione anche al cinema di Boris Barnet. Inoltre sviluppò i concetti di "fisica del pensiero" e di "moltitudine libera" a partire da Baruch Spinoza.

## Principali pubblicazioni
- Deleuze. Une philosophie de l'événement, Paris, Presses universitaires de France, coll. « Philosophies », 1994. ISBN 2-13-046543-9;
  - 2 éd. 1997;
    - tr. it., Deleuze. Una filosofia dell'evento, ombre corte, Verona 2002.

  - 3 éd., précédée d'une introduction inédite, "L'ontologique et le transcendantal". Repris sous le titre La philosophie de Deleuze, avec deux autres études : Anne Sauvagnargues, « Deleuze, de l'animal à l'art » et Paola Marrati, « Deleuze, cinéma et philosophie », Paris, Presses universitaires de France, coll. « Quadrige », 2004.
- Spinoza. Une physique de la pensée, Paris, Presses universitaires de France, coll. « Philosophie d'aujourd'hui », 2002. ISBN 2-13-052531-8
  - tr. it. Spinoza. Una fisica del pensiero, Negretto Editore, Mantova, 2012) ISBN 978-88-95967-24-0
- Le conservatisme paradoxal de Spinoza. Enfance et royauté, Paris, Presses universitaires de France, coll. « Pratiques théoriques », 2002. ISBN 2-13-052527-X
- « Le pouvoir en devenir : Tarde et l'actualité », préface à Gabriel Tarde, Les transformations du pouvoir, Œuvres de Gabriel Tarde, seconde série - volume II, sous la direction d'Éric Alliez, Paris, Les Empêcheurs de penser en rond, diff. Éditions du Seuil, 2003. ISBN 2-84671-028-7
- Le vocabulaire de Deleuze, Paris, Ellipses, « Vocabulaire de... », 2003. ISBN 2-7298-1291-1. Parution partielle dans Jean-Pierre Zarader (coord.), Le vocabulaire des philosophes. IV, Philosophie contemporaine, XX siècle, préface de Frédéric Worms, Paris, Ellipses, 2002. ISBN 2-7298-1051-X
  - tr. it. Il vocabolario di Deleuze, Negretto Editore, Mantova, 2012 ISBN 978-88-95967-23-3